# Магония
Маго́ния (лат. Mahonia) — род кустарников или деревьев семейства Барбарисовые (Berberidaceae). Представители рода распространены в Северной Америке, в восточных и центральных районах Азии.
Род назван в честь американского садовода ирландского происхождения Бернарда МакМагона (ок. 1775—1816), успешно занимавшегося акклиматизацией на восточном побережье США растений, которые были привезены с запада страны Экспедицией Льюиса и Кларка (1803—1806).

## Ботаническое описание
Вечнозелёные кустарники или небольшие деревца с серой корой.
Листья сложные, непарноперистые, с прилистниками или без них, могут достигать в длину 40—50 см; листочки (части сложного листа) блестящие, с острозубчатым (колючезубчатым) краем.
Соцветия — многоцветковые метёлки, собраны в пазухах почечных чешуи. Цветки мелкие, с 9 чашелистиками, 6 жёлтыми лепестками и 6 тычинками. Завязь с одной или несколькими семяпочками.
Плоды — ягоды, чёрно-синие, с сизым налётом или мелким пушком, округлой формы, длиной до 1 см, шириной 0,8 см, с 2—8 семенами.

## Древесина
Древесина заболонная, ярко-жёлтого цвета. Годичные кольца и крупные сосуды видны простым глазом. Волокна с простыми порами. Сосуды с простыми перфорациями, в древесине в организованном расположении, вместе с сосудистыми трахеидами образуют радиальные, часто анастомозирующие, несколько извилистые полосы.

## Классификация

### Таксономия
Род Магония входит в трибу Барбарисовые (Berberideae) подсемейства Барбарисовые (Berberidoideae) семейства Барбарисовые (Berberidaceae) порядка Лютикоцветные (Ranunculales).
Рядом ботаников данный род считается синонимом рода Барбарис (Berberis).
|  |                       |  |                                          |                                          |                           |  | ещё 1 подсемейство (согласно Системе APG II) | ещё 1 подсемейство (согласно Системе APG II) |                                       |  |                |  | ещё 11—14 родов | ещё 11—14 родов |  |
|  |                       |  |                                          |                                          |                           |  | ещё 1 подсемейство (согласно Системе APG II) | ещё 1 подсемейство (согласно Системе APG II) |                                       |  |                |  | ещё 11—14 родов | ещё 11—14 родов |  |
|  |                       |  |                                          | семейство Барбарисовые                   |                           |  |                                              |                                              | триба Леонтицевые                     |  |                |  |                 |                 |  |
|  |                       |  |                                          | семейство Барбарисовые                   |                           |  |                                              |                                              | триба Леонтицевые                     |  | около 50 видов |  |                 |                 |  |
|  | порядок Лютикоцветные |  |                                          |                                          | подсемейство Барбарисовые |  |                                              |                                              | род Магония                           |  |                |  |                 |                 |  |
|  | порядок Лютикоцветные |  |                                          |                                          |                           |  |                                              |                                              |                                       |  |                |  |                 |                 |  |
|  |                       |  | ещё 9 семейств (согласно Системе APG II) | ещё 9 семейств (согласно Системе APG II) |                           |  |                                              | ещё 1 триба (согласно Системе APG II)        | ещё 1 триба (согласно Системе APG II) |  |                |  |                 |                 |  |
|  |                       |  |                                          | ещё 9 семейств (согласно Системе APG II) |                           |  |                                              |                                              | ещё 1 триба (согласно Системе APG II) |  |                |  |                 |                 |  |

### Виды
Род насчитывает около 50 видов, некоторые из них:
| - Mahonia aquifolium (Pursh) Nutt. — Магония падуболистная - Mahonia arguta - Mahonia bealei (Fortune) Carrière - Mahonia bodinieri Gagnep. - Mahonia bracteolata - Mahonia breviracema - Mahonia conferta Takeda - Mahonia confusa - Mahonia decipiens Schneid. - Mahonia dictyota (Jeps.) Fedde - Mahonia duclouxiana Gagnep. - Mahonia eurybracteata Fedde - Mahonia eutriphylla - Mahonia fordii - Mahonia fortunei (Lindl.) Fedde — Магония Форчуна - Mahonia fremontii (Torr.) Fedde — Магония Фремонти - Mahonia gracilis (Hartw. ex Benth.) Fedde - Mahonia gracillipes - Mahonia haematocarpa (Wooton) Fedde - Mahonia hancockiana - Mahonia japonica (Thunb.) DC. — Магония японская - Mahonia leptodonta - Mahonia lomariifolia Takeda | - Mahonia longibracteata - Mahonia mairei - Mahonia ×media C.D.Brickell - Mahonia monyulensis - Mahonia napaulensis DC. — Магония непальская - Mahonia nervosa (Pursh) Nutt. - Mahonia nevinii (A.Gray) Fedde - Mahonia nitens C.K.Schneid. - Mahonia oiwakensis Hayata - Mahonia pinnata (Lag.) Fedde — Магония перистая - Mahonia pumila (Greene) Fedde - Mahonia repens (Lindl.) G.Don — Магония ползучая - Mahonia setosa - Mahonia sheniii - Mahonia sheridaniana - Mahonia siamensis Takeda - Mahonia swaseyi (Buckley ex M.J.Young) Fedde - Mahonia taroneasis - Mahonia toluacensis (hort. ex Bean) Ahrendt - Mahonia trifolia - Mahonia trifoliolata (Moric.) Fedde - Mahonia ×wagneri (Jouin) Rehder - Mahonia veitchiorum |